# تئاتر برمن
تئاتر برمن (انگلیسی: Theater Bremen) سالن تئاتر ایالتی در شهر برمن، آلمان است.
این تئاتر که در سال ۱۹۱۳ تاسیس شده در ۴ زمینه اپرا، تئاتر، رقص و برنامه‌های دانشجویی فعالیت میکند و دارای ۱۴۲۶ نفر ظرفیت می‌باشد. گوته‌پلاتز یا سالن گوته سالن اصلی این تئاتر است.

## نگارخانه

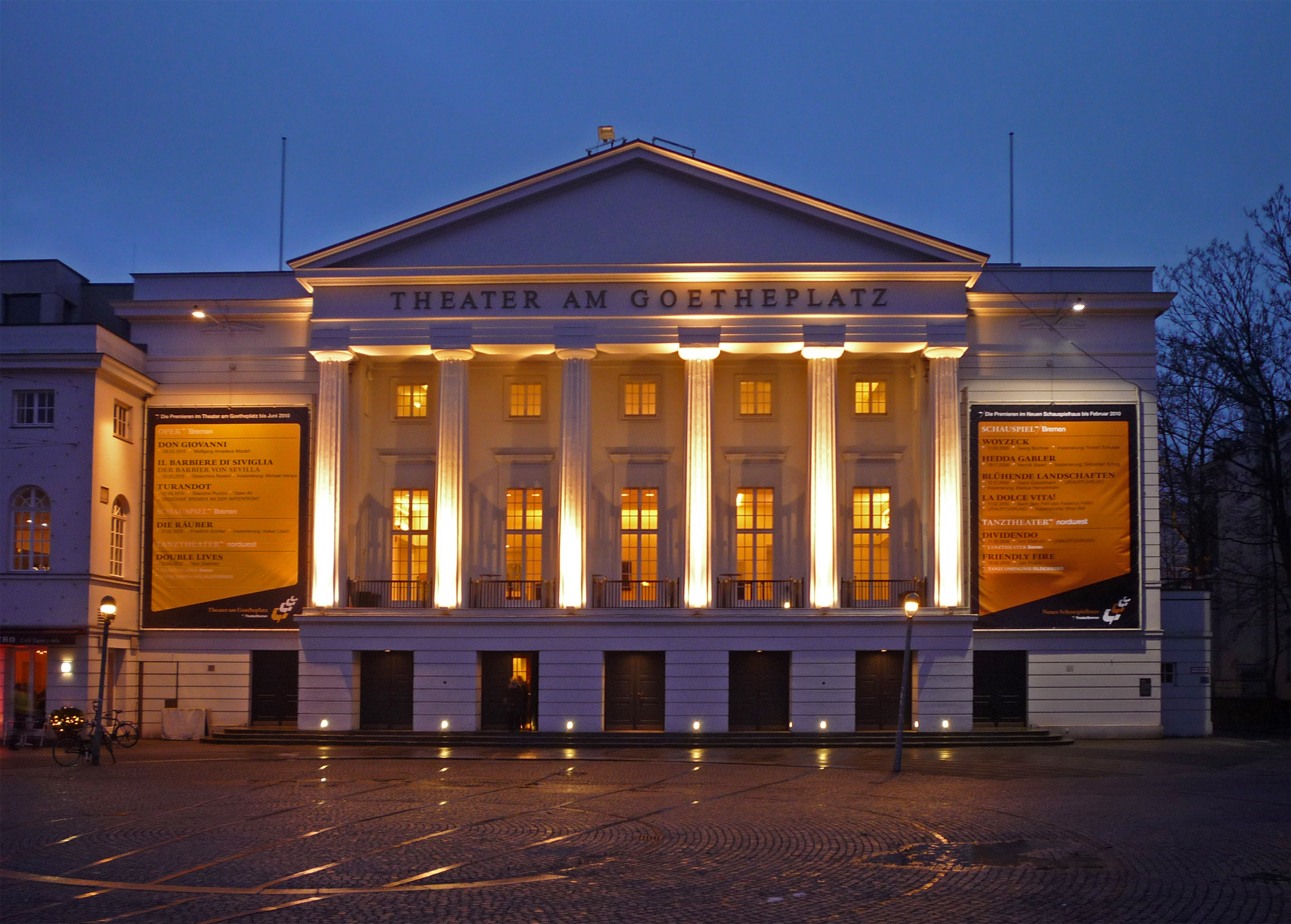
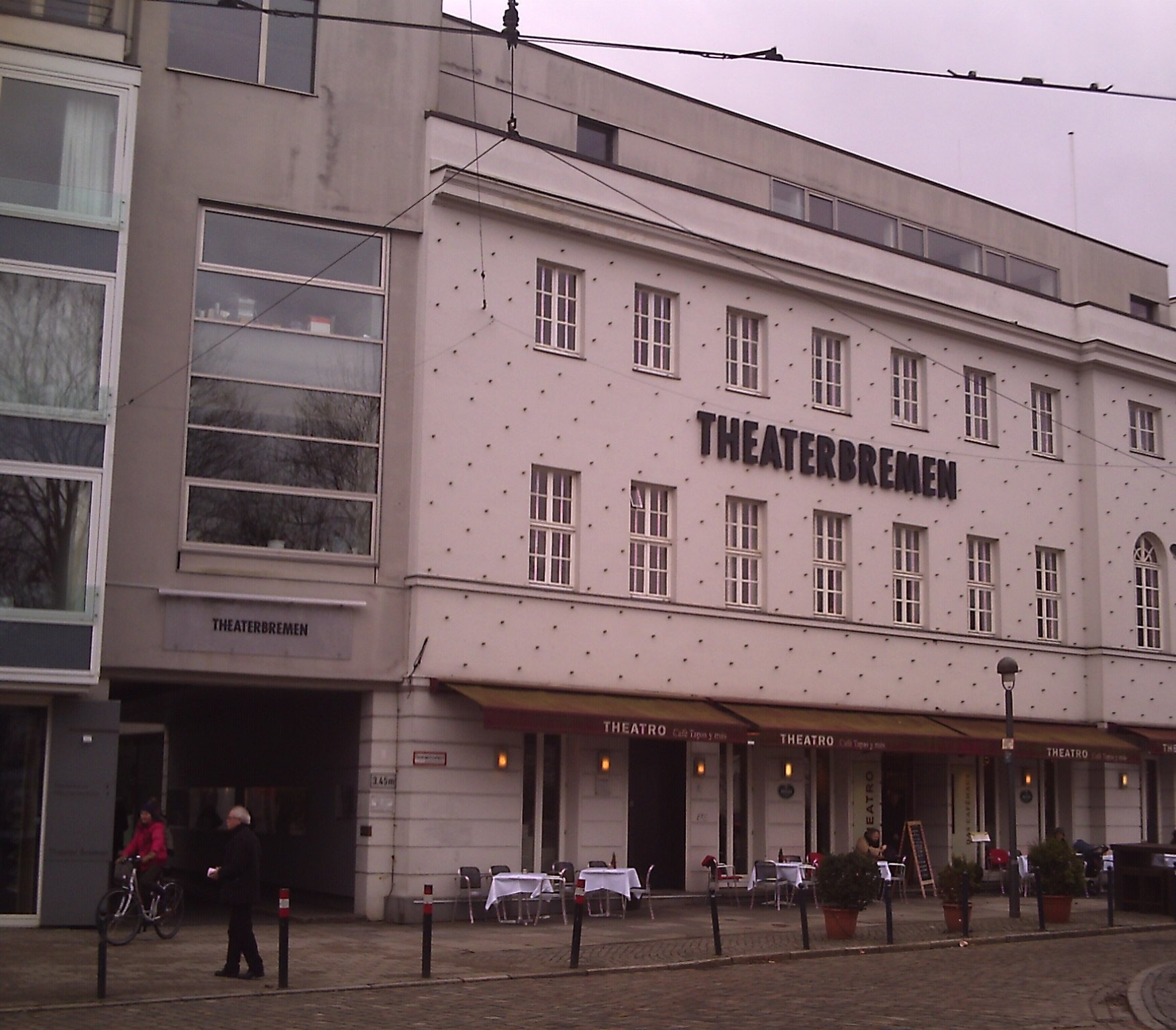
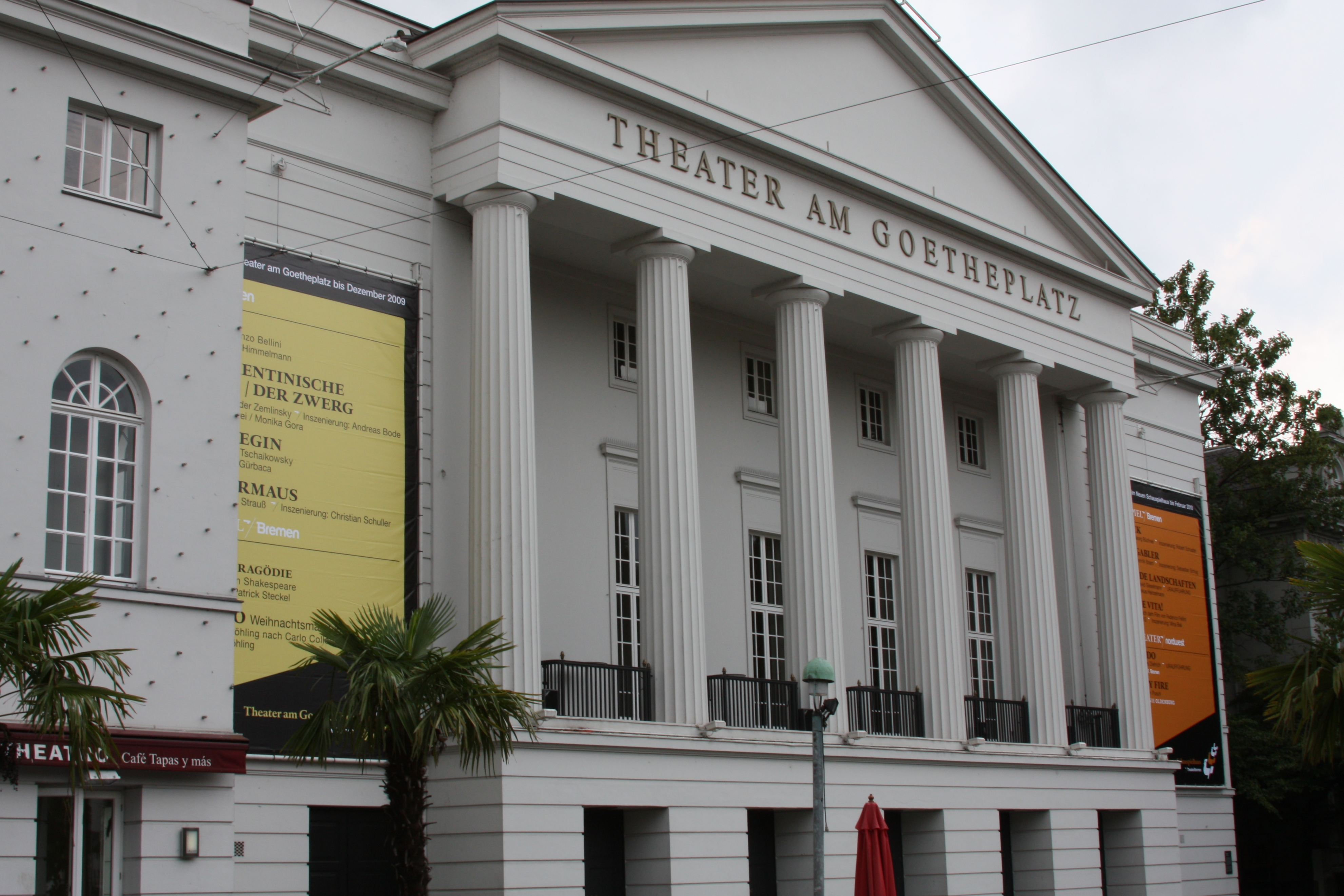
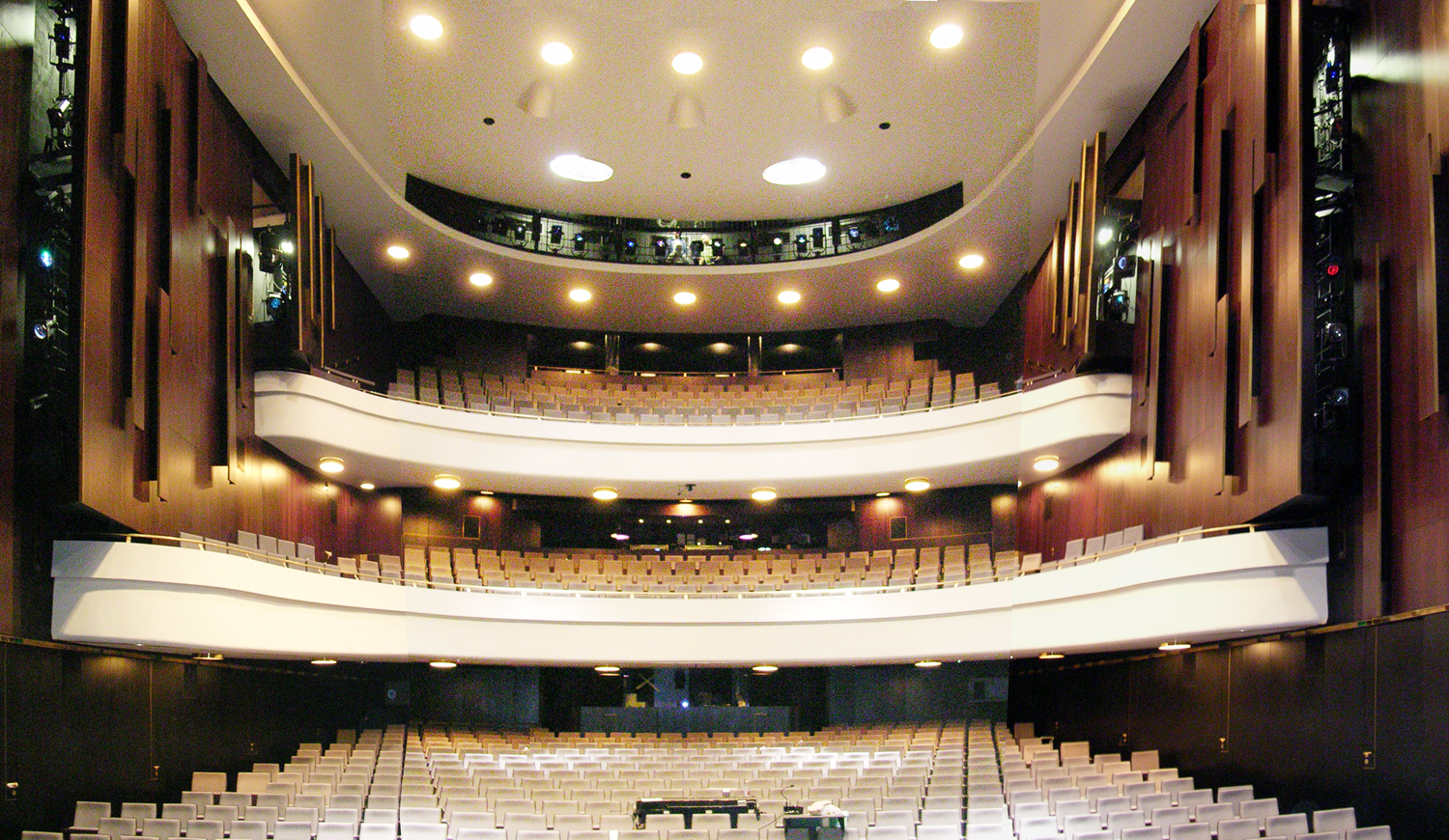